# Vitamin Film Studio
Vitamin Film Studio — українська продакшн студія, заснована наприкінці 2013 року виконавчим продюсером Віталієм Соболевським. За шість років роботи реалізувала понад 170 рекламних роликів, 98 % з яких транслюються в національному телеефірі. У 2015-му продакшн бере на себе виробництво повнометражного фільму #selfieparty.

## Історія
У 2013-му Віталій Соболевський засновує Vitamin Film Studio.
У 2015-му продакшн бере на себе виробництво повнометражного фільму #selfieparty. Виконавчий продюсер фільму — Віталій Соболевський. Ініціатором ідеї став продюсер компанії Solar Media Сергій Лавренюк.
У 2016-му разом з HENKEL UKRAINE зняли ролик для Fa & Schauma.
У 2017-му створили рекламний ролик для SoftServe.

## Див.також
- Віталій Соболевський
- #selfieparty